# Oxira yoshimotoi
Oxira yoshimotoi là một loài bướm đêm trong họ Noctuidae.